# Daji (Anjouan)
Daji Bandakouni ist eine Siedlung auf der Komoreninsel Anjouan im Indischen Ozean.

## Geografie
Der Ort liegt am Südzipfel der Insel, auf dem Plateau des Bouémoutou südlich von Mrémani und dem Ngoya Mbouzi hoch über der steilen Küste, auf einer Höhe von 562 m.
Im Süden schließt sich der Ort Mrijou an. Unterhalb des Ortes verläuft der Daji Mroni.

## Klima
Nach dem Köppen-Geiger-System zeichnet sich Daji durch ein tropisches Klima mit der Kurzbezeichnung Am aus. Die Temperaturen sind das ganze Jahr über konstant und liegen zwischen 20 °C und 25 °C.